# نيكولا بارك
نيكولا بارك (بالإنجليزية: Nicola Park)‏ هي ممثلة بريطانية، ولدت في 6 يناير 1972 في كلايدبانك ‏ في المملكة المتحدة.

## وصلات خارجية
- نيكولا بارك على موقع IMDb (الإنجليزية)